# Mã kết thúc
Mã kết thúc là ba nuclêôtit liền nhau trên phân tử axit nuclêic có chức năng chấm dứt dịch mã Đây là thuật ngữ trong di truyền học, nguyên gốc tiếng Anh là "stop codon" (mã dừng) hoặc "termination triplet" (bộ ba kết thúc). Do đó, các tên gọi: mã kết thúc, mã dừng hoặc bộ ba kết thúc là có nội hàm hoàn toàn như nhau.

## Chức năng
Khi dịch mã, ribôxôm sẽ trượt trên khuôn dịch mã là phân tử mRNA (RNA thông tin) theo từng bộ ba mã hoá, quá trình này gọi là chuyển vị. Chuyển vị đến đâu, thì amino acid tương ứng với bộ ba mã hoá ở đấy được lắp ráp vào khuôn, rồi nối với amino acid trước đó, tạo thành chuỗi pôlipeptit. Kết quả là chuỗi pôlipeptit dài dần ra cùng với quá trình chuyển vị. Nhưng khi chuyển vị đến mã kết thúc, thì ribôxôm tự động tách thành hai tiểu đơn vị đã họp thành, quá trình lắp ráp ngừng lại, chuỗi pôlipeptit tách khỏi khuôn, phân tử khuôn mRNA tách rời khỏi tổ hợp và dịch mã kết thúc.

## Giới thiệu
Trong mã di truyền bình thường, mã kết thúc gồm ba loại khác nhau nhưng cùng một chức năng như nhau.
- Ở RNA, bộ ba kết thúc gồm 5'UGG3'; 5'UGX3' và 5'UXG3', trong đó:
  - UGG còn gọi là bộ ba "hổ phách" (amber),
  - UGX còn gọi là bộ ba "hoàng thổ" (orche),
  - UXG còn gọi là bộ ba "nâu đen (umber).
- Ở DNA mang mã gốc cũng gồm 3'ATX5'; 3'ATT5' và 3'AXT5', trong đó - tương tự trên - là:
  - TAG ("hổ phách"),
  - TAA ("hoàng thổ"),
  - TGA ("nâu đen").

Trong năm 2007, codon UGA được xác định là mã hóa mã hóa cho amino acid đặc biệt selenocysteine (Sec) và được tìm thấy trong 25 selenoprotein nằm ở vị trí hoạt động của protein. Phiên mã của codon này được kích hoạt bởi của phần tử SECIS (selenocysteine insertion sequence-Trình tự kết hợp Selenocysteine) đứng gần đó. Các codon UAG có thể dịch thành pyrrolysine (Pyl) theo cách tương tự.
Sự phân bố các codon dừng trong hệ gen của một sinh vật là không ngẫu nhiên và có thể tương quan với hàm lượng GC. Ví dụ, hệ gen E. coli K-12 chứa các codon dừng gồm 2705 TAA (63%), 1257 TGA (29%) và 326 TAG (8%) (hàm lượng GC 50,8%). Ngoài ra, nền tảng cho yếu tố giải phóng 1 hoặc yếu tố giải phóng 2 tương quan mạnh mẽ với sự phong phú của codon dừng. Nghiên cứu quy mô lớn của vi khuẩn với một loạt các tỉ lệ GC cho thấy rằng tần suất xuất hiện TAA  tỉ lệ nghịch với tỉ lệ GC và tần suất xuất hiện TGA có tỉ lệ thuận với tỉ lệ GC, tần suất xuất hiện của codon dừng của TAG, thường là codon dừng được sử dụng ít nhất trong hệ gen, không bị ảnh hưởng bởi tỉ lệ GC.
Những đột biến vô nghĩa là những thay đổi trong trình tự DNA tạo nên một mã dừng sớm, khiến bất kỳ protein sản phẩm nào cũng bị rút ngắn bất thường. Điều này thường làm protein bị mất chức năng, vì các phần quan trọng của chuỗi amino acid không còn được tạo ra nữa. Từ thuật ngữ này, mã kết thúc cũng có thẻ gọi là mã vô nghĩa.
Nhận ra các codon dừng ở vi khuẩn có liên quan đến cái gọi là 'bộ ba đối mã tripeptide', một mô hình amino acid được có tính bảo thủ cao trong RF1 (PxT) và RF2 (SPF). Mặc dù điều này được hỗ trợ bởi các nghiên cứu có cấu trúc, nó đã được chứng minh rằng giả thuyết "bộ ba đối mã tripeptide" là một sự tối giản hóa.

## Danh pháp "hổ phách", "hoàng thổ" và "opal"
Mã kết thúc trong lịch sử đã được đưa ra nhiều tên gọi khác nhau, vì chúng tương ứng với một loại đột biến riêng biệt mà tất cả đều hoạt động theo cách giống nhau. Những đột biến này lần đầu tiên được phân lập trong thể thực khuẩn (T4 và lambda), virus gây nhiễm vi khuẩn Escherichia coli. Các đột biến trong các gen virus làm suy yếu khả năng lây nhiễm của chúng, đôi khi tạo ra các virus có khả năng lây nhiễm và phát triển chỉ trong một số loại E. coli nhất định.

#### Đột biến hổ phách (UAG)
là đột biến đầu tiên được phát hiện, được phân lập bởi Richard Epstein và Charles Steinberg và đặt tên theo người bạn của họ là Harris Bernstein (với "Bernstein" có nghĩa là "hổ phách" trong tiếng Đức).
Virus với đột biến "hổ phách" được đặc trưng bởi khả năng lây nhiễm chỉ một số chủng vi khuẩn, được gọi là chủng áp chế hổ phách. Những vi khuẩn này mang đột biến riêng của chúng, cho phép phục hồi chức năng trong các virus đột biến. Ví dụ, một đột biến trong tRNA nhận ra mã kết thúc hổ phách cho phép dịch "đọc qua" codon và tạo ra một protein có chiều dài đầy đủ, qua đó phục hồi dạng protein thông thường và "vô hiệu" đột biến hổ phách.
Vì vậy, đột biến hổ phách là một loại toàn bộ các đột biến virus có thể phát triển trong vi khuẩn có chứa đột biến áp chế hổ phách. Các áp chế tương tự cũng được biết đến đối với các codon kết thúc hoàng thổ và opal.

#### Đột biến hoàng thổ (UAA)
là đột biến thứ hai được phát hiện. Chọn một tên màu sắc để phù hợp với tên của đột biến hổ phách, virus "hoàng thổ" có một đặc tính tương tự trong đó có phục hồi khả năng lây nhiễm trong một số chủng vi khuẩn hạn chế. Tập hợp các chủng áp chế hoàng thổ là khác biệt với các chủng áp chế hổ phách, do đó, đột biến của "hoàng thổ" được phỏng đoán tương ứng với một bộ ba nucleotide khác nhau. Thông qua một loạt các thí nghiệm đột biến so sánh các đột biến này với nhau và các codon amino acid đã biết khác, Sydney Brenner kết luận rằng đột biến màu hổ phách và hoàng thổ môi tương ứng với bộ ba nucleotide là "UAG" và "UAA".

#### Đột biến opal hoặc đột biến nâu đen (UGA)
là codon dừng thứ ba và cuối cùng trong mã di truyền chuẩn được phát hiện ngay sau đó, tương ứng với bộ ba nucleotide "UGA". Những đột biến vô nghĩa đã tạo ra codon dừng sớm này sau đó được gọi là đột biến opal hoặc đột biến nâu đen.